# Gö 1滑翔機
Göppingen Gö 1是一款單座滑翔機

## 發展
Gö 1被視為格魯瑙寶貝滑翔機的競爭對手，也是Schempp-Hirth飛機製造公司的第一款產品。
Gö 1的結構與格魯瑙寶貝非常相似，使用單柱支撐的高翼木結構設計，支撐在駕駛艙後部的塔架上。六角形截面的機身主要由木材製成，並帶有膠合板蒙皮，機翼和尾翼表面也採用膠合板蒙皮，回到主翼梁，後部採用木框織物覆蓋。起落架由機頭和尾部下方的橡膠彈簧滑橇組成，在負載重心的尾部有一對固定的主輪。.

由於強調特技飛行，艾倫·科罕國定航空日購買了一架Gö 1，並由瓊·米金直接拖運飛行至倫敦。在早期的飛行中，Gö 1因其危險的旋轉特性而聞名，這導致Gö 1在1938年被停飛，等待加入改裝的更長弦長開槽副翼。
事實證明，所需改裝的成本對於大多數擁有者來說是不經濟的，大多數Gö 1再也沒有飛行過，目前已知只有三架保存於博物館之中。其中一架仍由Schempp-Hirth飛機製造公司維護使用中。2018年6月30日，提洛·霍利格斯駕駛Gö 1進行了74公里的越野飛行。

## 參考

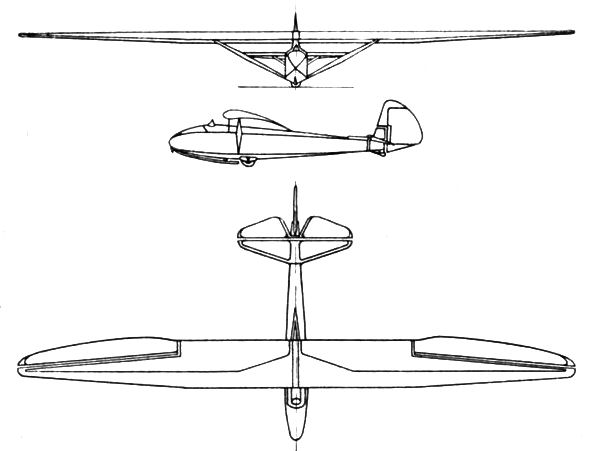
Göppingen Gö 1 Wolf 3-view drawing from L'Aerophile March 1937

## 型號
TG-20
4架由美國陸軍航空軍進行測試並給予編號，分別為42-57168、42-57175、42-57195和42-57204

### 延伸閱讀
- . London: Aerospace Publishing.
- Japanese Gliders 1930–1945, 回サδ,ー之i 1930–1945, KAWAKAMI, H. (1998) [p. 310. Note 3 views + plan + specs]
- Segelflugzeug Geschichten Die Gleit Segelflugzeuge des Deutschen und auf der Segelflugmuseums Wasserkuppe SELINGER, Peter F. (2004) [p. 56–57. Text + photo + specs]

## 外部連結
- Manufacturer's website
- Gö 1 Wolf page （页面存档备份，存于）